# الدولة الهندية العازلة
كانت الدولة الهندية العازلة أو الدولة الحاجزة أو الدولة العازلة مقترحًا بريطانيًا لإنشاء دولة أمريكية أصلية في جزء من منطقة البحيرات الكبرى بأمريكا الشمالية غرب جبال الأبالاش ويحدها نهري أوهايو والمسيسيبي والبحيرات العظمى. كان مفهوم إنشاء مثل هذه الدولة، الذي تم تصوره لأول مرة في أواخر خمسينيات القرن الثامن عشر، جزءً من خطة طويلة الأجل للتوفيق بين القبائل الهندية والحكم البريطاني ولتقليل العداوات بين القبائل والجيش البريطاني عقب انتصاره في الحرب الفرنسية والهندية. وبعد نقل المنطقة للولايات المتحدة في معاهدة باريس عام 1783 التي أنهت الحرب الثورية الأمريكية، بذل المسؤولون البريطانيون جهودًا لتنظيم القبائل المختلفة داخلها في نوع من الاتحاد الكونفدرالي الذي سيُشكل أساسًا لدولة هندية مستقلة عن الولايات المتحدة والذي كان يفترض أن يكون تحت وصايتهم كوسيلة لحماية مشاريع تجارة الفراء الخاصة بهم في المنطقة ولمنع الهجمات الأمريكية المتوقعة على ممتلكاتهم المتبقية في أمريكا الشمالية.
كان من بين أنصار الخطة الأكثر تحمسًا، جوزيف برانت، زعيم موهوك، والملازم حاكم كندا العليا جون غريفز سيمكو. وفي عام 1814، وإثر توقيع معاهدة غنت مع الولايات المتحدة، تخلت الحكومة البريطانية عن الجهود الرامية إلى تكوين هذه الدولة.

## التاريخ

### إعلان عام 1763
اقترح البريطانيون أولًا الدولة العازلة في المناقشات مع فرنسا عام 1755. ومع ذلك، فقد سيطرت بريطانيا على جميع الأراضي الواقعة شرق المسيسيبي في عام 1763، وبالتالي أصبحت المفاوضات مع فرنسا غير مهمة. وبدلًا من ذلك، أصدر التاج البريطاني إعلان عام 1763، الذي صمم لإبقاء المستوطنين الأمريكيين شرق جبال الأبالاش وفصلهم ماديًا عن المستوطنات الهندية الرئيسية. ترك الإعلان منطقة الغرب تحت السيطرة البريطانية لكنه عزل المستعمرات الشرقية، التي زعمت أن لها حقوقًا قانونية في معظم الأراضي المعنية. وعلاوةً على ذلك، منح الحكام الاستعماريون البريطانيون مساحات كبيرة من الأرض بدلًا من الراتب للجنود الذين قاتلوا نيابة عن البريطانيين، مثل العقيد جورج واشنطن، الذي ناضل بجد للتأكد من حصوله هو وقدامى المحاربين في فرجينيا على مكافآتهم الموعودة. كان هناك ارتباك قانوني كبير خلال العقد التالي.

### الثورة الأمريكية
بموجب قانون كيبيك لعام 1774، جعل البريطانيون الأراضي الغربية جزءً من كيبيك. أي أنها كانت تحت سيطرة الحكام البريطانيين المتمركزين في كيبيك. كان هذا أحد القوانين التي لا تطاق والتي أدت في النهاية إلى الثورة الأمريكية. لقد كانت الأراضي الغربية موضع نزاع ساخن خلال الثورة، حيث سيطر الوطنيون أولًا، ثم تعافى البريطانيون في الفترة ما بين عامي 1780 و1782.
في مفاوضات معاهدة السلام لعام 1782، قدم الفرنسيون اقتراحًا من شأنه أن يمنح البريطانيين السيطرة على شمال نهر أوهايو، مع تقسيم الأراضي الواقعة جنوب نهر أوهايو وشرق نهر المسيسيبي إلى دولتين هنديتين. ستكون الدولة الواقعة في الجنوب الشرقي تحت إشراف أمريكي؛ بينما ستكون الدولة الواقعة إلى الجنوب الغربي تحت إشراف إسباني. رفض الأمريكيون الخطة. أعطت معاهدة باريس النهائية الأراضي الغربية للولايات المتحدة، مع كندا البريطانية في الشمال، وفلوريدا الإسبانية من الجنوب، ولويزيانا الإسبانية إلى الغرب. تخلّى البريطانيون إلى حد كبير عن الحلفاء الهنود الذين يعيشون في الأمة الجديدة الذين لم يكونوا طرفًا في المعاهدة ولم يعترفوا بها إلا بعد أن هزمتهم الولايات المتحدة عسكريًا. ومع ذلك، وعد البريطانيون بدعم الهنود وباعوهم البنادق والإمدادات (حتى 1796) كما حافظوا على الحصون في الأراضي الأمريكية.
كانت الأهداف البريطانية طويلة الأجل هي الحفاظ على علاقات ودية مع الهنود، ودعم تجارة الفراء القيّمة الموجودة في مونتريال، ومنع الحروب المنخفضة المستوى بين القبائل الهندية والمستوطنين الأميركيين. نظّم مؤتمر الكونفدرالية في الولايات المتحدة كامل منطقة شمال ولاية أوهايو في الإقليم الشمالي الغربي في عام 1787، مع آلية لإنشاء ولايات جديدة بمجرد توفر عدد كاف من السكان في المنطقة. وقبل عامين من هذا، أقر الكونغرس قانون قانون الأراضي لعام 1785، والذي وفر وسيلة لإجراء مسح سريع وبيع الأراضي العامة في المنطقة، وبالتالي تشجيع الاستيطان المنظم.

### تسعينيات القرن الثامن عشر

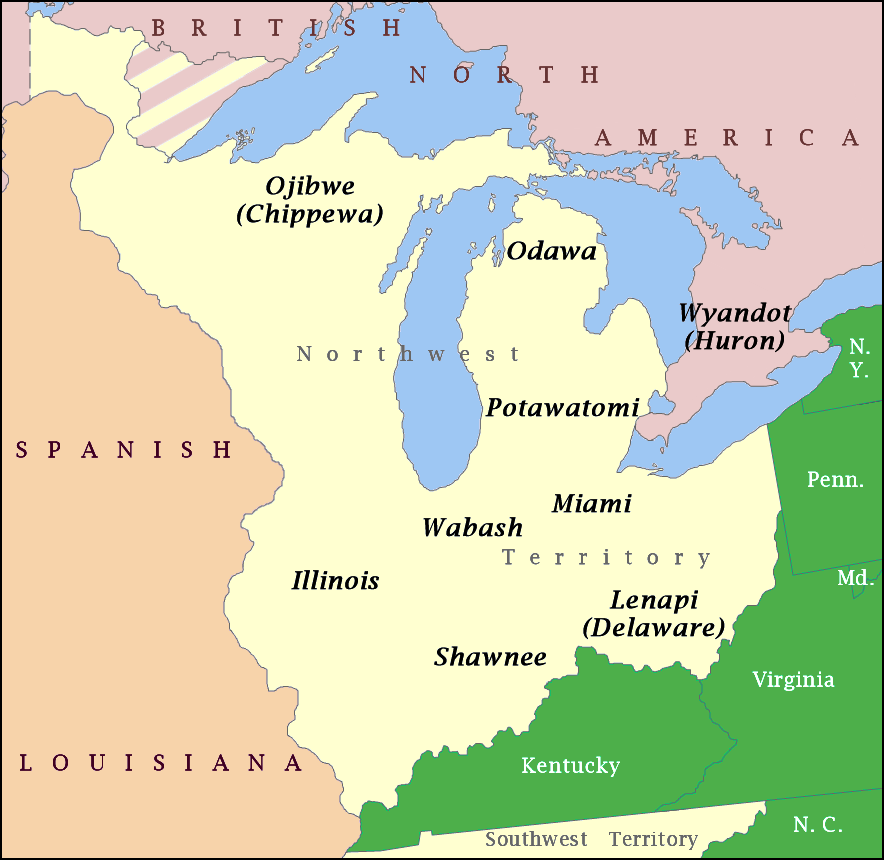
خريطة تبين التوزيع العام للقبائل الأمريكية الأصلية في الإقليم الشمالي الغربي في أوائل تسعينيات القرن الثامن عشر.

في أوائل تسعينيات القرن الثامن عشر، بذل المسؤولون البريطانيون في كندا جهودًا حثيثة لتنظيم القبائل المختلفة في نوع من الكونفيدرالية التي ستشكل أساس الدولة الهندية. كان الزخم المهم هو نجاح الهنود في تدمير ربع جيش الولايات المتحدة بأكمله في هزيمة سانت كلير (المعروفة أيضًا باسم معركة واباش)، في نوفمبر 1791. لقد فوجئ البريطانيون وسعدوا بنجاح الهنود الذين كانوا يدعمونهم ويسلحونهم لسنوات. وبحلول عام 1794 وباستخدام قاعدتهم في ديترويت (نظريًا في الأراضي الأمريكية)، وزع البريطانيون الإمدادات والذخائر على العديد من القبائل الهندية.
تم تطوير الخطط البريطانية في كندا، ولكن في عام 1794، عكست الحكومة في لندن مسارها وقررت أنه من الضروري الحصول على تأييد أمريكي، حيث اندلعت حرب كبرى مع فرنسا. علقت لندن فكرة الدولة العازلة، وفتحت مفاوضات ودية مع الأميركيين أدت إلى معاهدة جاي لعام 1794. لقد كان أحد الشروط موافقة البريطانيين على المطالب الأمريكية لإزالة حصونهم من الأراضي الأمريكية في ميشيغان وويسكونسن. ومع ذلك، فقد واصل البريطانيون، من حصونهم في كندا العليا، تزويد الهنود الذين يعيشون في الولايات المتحدة بالذخائر.

### حرب 1812
حدثت حرب عام 1812 في الغرب للسيطرة على الدولة العازلة المحتملة. حقق البريطانيون مكاسب كبيرة في عام 1812، حيث سلمت قوة أمريكية من 2000 جندي ديترويت، وسيطر الحلفاء الهنود على أجزاء من أوهايو وإنديانا وإلينوي، وكذلك كل من ميشيغان وويسكونسن والنقاط الغربية. وفي عام 1813، انسحب الأمريكيون، وغادرت القوات الهندية المناطق الجنوبية من أجل دعم تيكومسيه والبريطانيين. لقد سيطر الأمريكيون على بحيرة إري، وهزموا البريطانيين في معركة التايمز في كندا العليا، وقتلوا تيكومسيه الذي انهار معظم تحالفه.
وبحلول عام 1814، سيطر الأمريكيون على كل ولاية أوهايو، وكل ولاية إنديانا، وإلينوي جنوب بيوريا، ومنطقة ديترويت في ميشيغان. لقد سيطر البريطانيون وحلفاؤهم الهنود على بقية ميشيغان وكل ولاية ويسكونسن. ومع سيطرة الأمريكيين على بحيرة إري وجنوب غرب كندا، وقع عزل البريطانيين إلى حد كبير عن وحداتهم في ميشيغان وويسكونسن. لقد كان تعزيزهم وحتى جلب الإمدادات من الأسلحة والبارود أمرًا صعبًا للغاية. وفي جميع المناسبات، رفض المفاوضون الأمريكيون في غنت عام 1814 قبول مقترحات إقامة دولة عازلة. لقد أصروا على الالتزام ببنود معاهدة باريس للسلام ومعاهدة جاي، التي منحت الولايات المتحدة السيطرة الكاملة على ميشيغان وويسكونسن والنقاط الجنوبية.
في عام 1814، أدركت القيادة البريطانية في لندن أن التجارة السلمية مع الولايات المتحدة، حسب رغبة التجار البريطانيين، تفوق بكثير قيمة تجارة الفراء التي كانت الأساس الاقتصادي للدولة العازلة. عانى البريطانيون من هزائم كبيرة أمام القوات الأمريكية خلال الحرب، لذلك فقد أسقطوا مطالب الدولة العازلة والسيطرة العسكرية على البحيرات الكبرى. نصت معاهدة غنت على استعادة حدود ما قبل الحرب، والتي تحدد الجزء الشرقي من الحدود الكندية الأمريكية الحديثة، كما ضمنت أيضًا حقوق الهنود الذين يعيشون في الولايات المتحدة. وبعد الحرب تفاوضت الولايات المتحدة (قسرًا في بعض الأحيان) على سلسلة من المعاهدات مع الهنود تم فيها شراء مطالباتهم بالأراضي، وتم تعيين الهنود إما للمحميات بالقرب من منازلهم الأصلية، أو نقلهم إلى محميات أخرى غربًا.

## روابط خارجية
- خريطة (باللون الرمادي) للدولة الهندية العازلة / الحاجزة المقترحة.